# Gao Yao
Gao Yao (高堯T, 高尧S, Gāo YáoP; Qingdao, 13 luglio 1978) è un allenatore di calcio ed ex calciatore cinese, di ruolo centrocampista, tecnico del Kunshan.